# Stokkipäätshimoaivi
Stokkipäätshimoaivi är en kulle i Finland.   Den ligger i den ekonomiska regionen Norra Lappland och landskapet Lappland, i den norra delen av landet, 1 000 km norr om huvudstaden Helsingfors. Toppen på Stokkipäätshimoaivi är 452 meter över havet.
Terrängen runt Stokkipäätshimoaivi är platt söderut, men norrut är den kuperad.  Trakten runt Stokkipäätshimoaivi är nära nog obefolkad, med mindre än två invånare per kvadratkilometer. Det finns inga samhällen i närheten. Omgivningarna runt Stokkipäätshimoaivi är i huvudsak ett öppet busklandskap.